# Picea glehnii
Il peccio di Sachalin (Picea glehnii (F.Schmidt) Mast., 1880) è una specie di peccio, appartenente alla famiglia delle Pinaceae, originaria della parte meridionale dell'isola di Sachalin, nella Russia Asiatica, dell'isola di Hokkaidō e della parte settentrionale dell'isola di Honshū, in Giappone.

## Etimologia
Il nome generico Picea, utilizzato già dai latini, potrebbe, secondo un'interpretazione etimologica, derivare da Pix picis = pece, in riferimento all'abbondante produzione di resina. Il nome specifico glehnii fu assegnato da Carl Friedrich Schmidt, il primo autore botanico a descrivere la specie, in onore del botanico russo Peter von Glehn, che lo accompagnò durante la spedizione in Asia orientale del 1861.

## Descrizione

### Portamento
Albero alto fino a 30 metri con unico tronco diritto che può raggiungere 60-70 cm di diametro, di chioma piramidale o conica; i rami del primo ordine sono lunghi e slanciati, sviluppati orizzontalmente, quelli inferiori più pendenti. Quelli del secondo ordine sono fitti e orizzontali. I virgulti sono corti, snelli, solidi, inizialmente di colore arancione o marrone-rossastro, poi marrone-purpureo, scanalati e rugosi, pubescenti; i pulvini sono lunghi 1 mm.

### Foglie
Le foglie sono aghiformi, più o meno disposte a pettine, superiormente di colore verde glauco o verde, biancastro inferiormente, lunghe 1-1,2 cm, lineari, ricurve o quasi dritte, di sezione quadrata-rombica, con punte ottuse; hanno stomi su entrambe le pagine (disposti in 1-2 linee su quella superiore, in 3-4 linee su quella inferiore). Le gemme vegetative sono ovoidali o ovoidali-coniche, lunghe 4-6 mm, lievemente resinose; hanno perule triangolari, acute, di colore rosso-marrone, con lunga cuspide e persistenti per anni.

### Fiori
Sono strobili maschili giallastri, ascellari, lunghi 1-1,2 cm.

### Frutti
I coni femminili sono ovoidali-oblunghi o cilindrici-oblunghi, inizialmente eretti, poi pendenti a maturazione, con punte spesso troncate,  lunghi 3,5-8,5 cm e larghi 2,5-3,8 cm, inizialmente verdi-purpurei o viola-scuro, poi marroni-purpurei con bande biancastre. I macrosporofilli sono obovati-oblunghi, sottili ma rigidi, con superficie liscia e striata, lunghi quasi 2 cm. Le brattee sono rudimentali, ligulate, lunghe 1-2 mm, totalmente incluse. I semi, di color marrone chiaro o marrone giallastro, sono ovoidali e lunghi fino a 3 mm, con parte alata oblunga-ovata, lunga 7-10 mm.

### Corteccia
La corteccia si sfoglia già da giovane, di colore marrone-rossastro, poi negli anni diventa grigia-marrone o grigia-purpurea, dividendosi in placche irregolari.

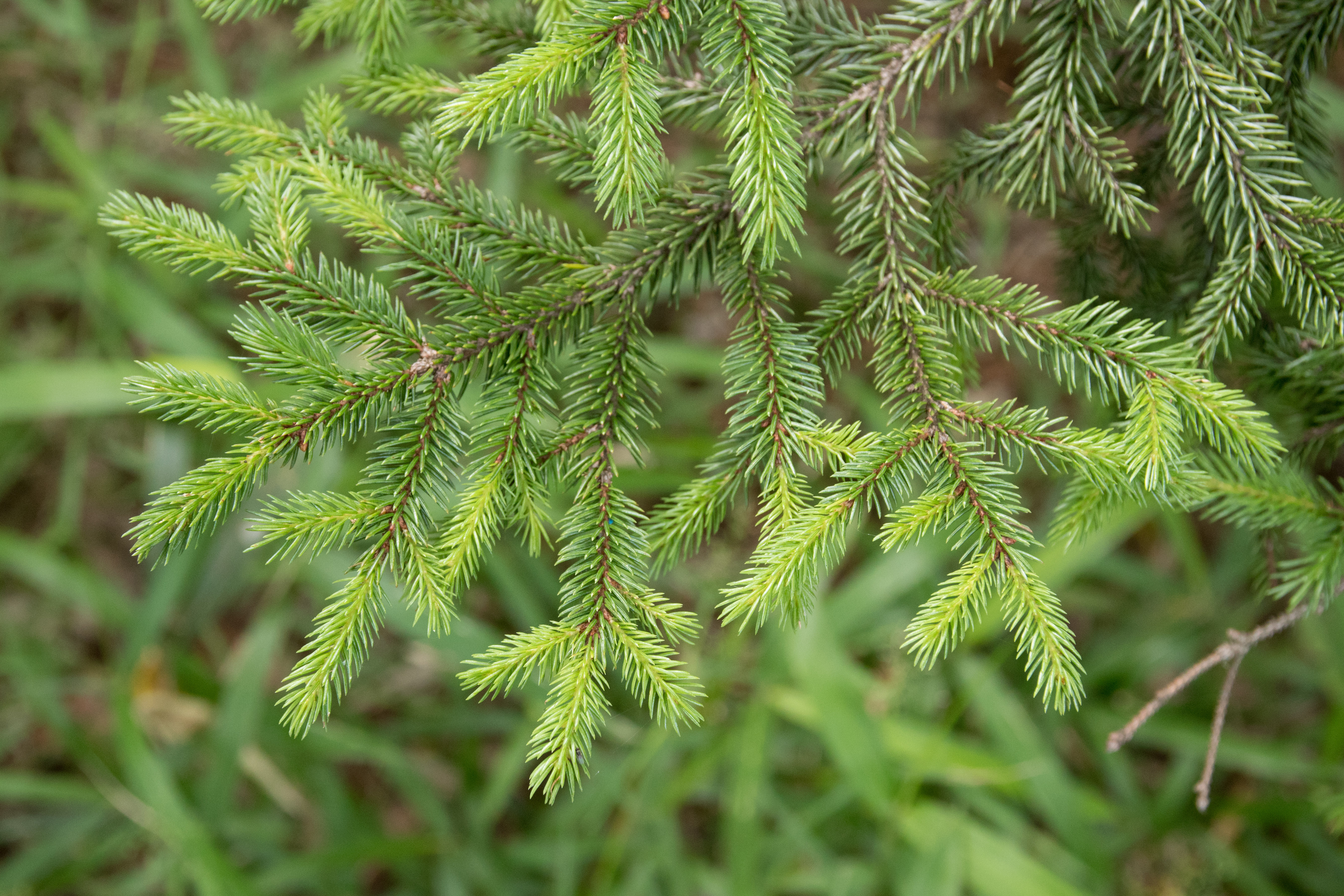
Virgulti
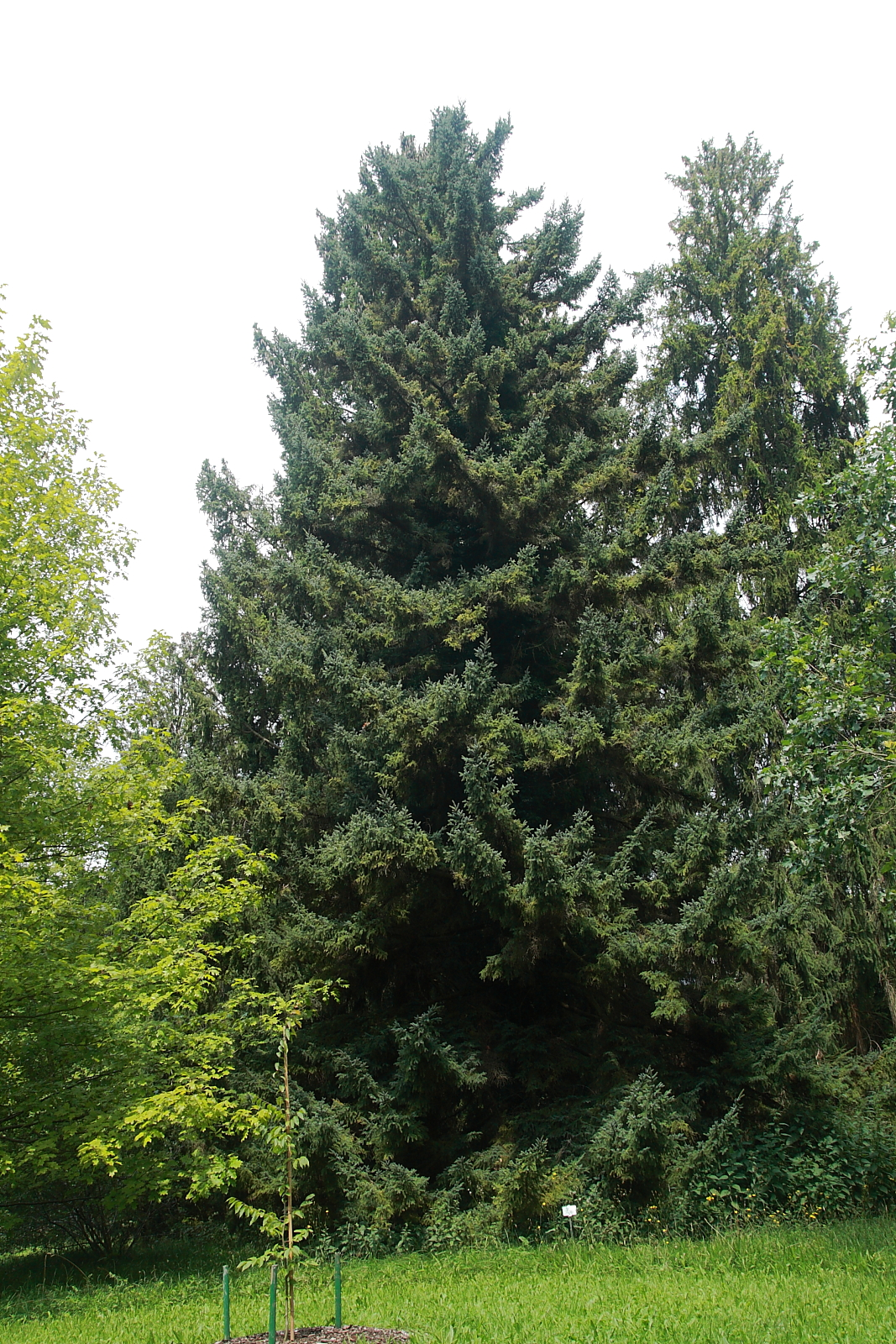
Esemplare coltivato in giardino botanico
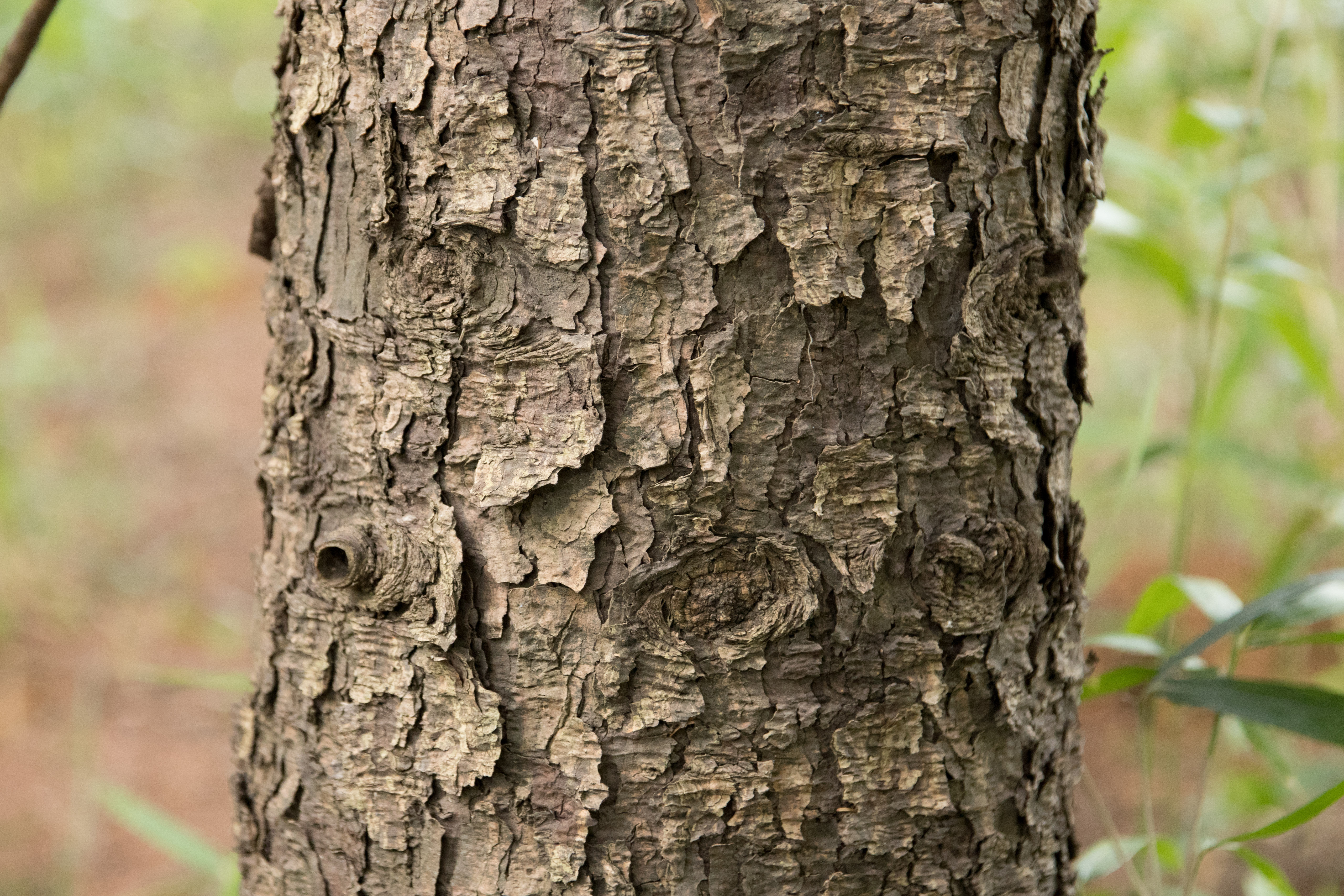
Corteccia
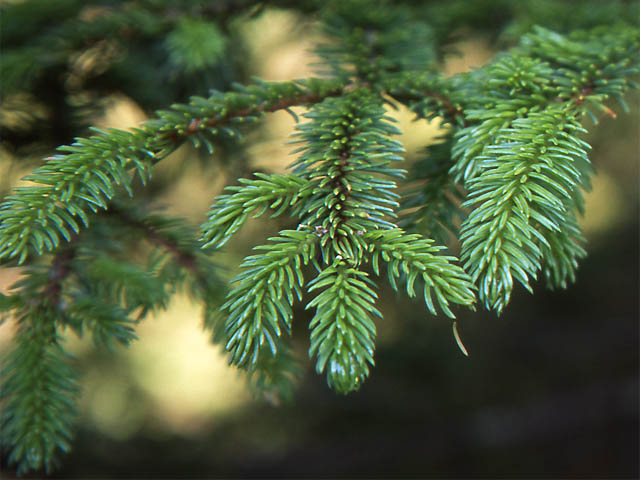
Aghi

## Distribuzione e habitat
Vegeta dal livello del mare (Sachalin) ai 1650 m di quota (Hokkaido), nei versanti settentrionali dei pendii montani, su suoli rocciosi podzolici; si rinviene anche su suoli vulcanici, ricchi in metalli pesanti. Il clima di riferimento è quello freddo e umido marittimo, con abbondanti precipitazioni annuali che arrivano fino a 1500 mm. Forma foreste pure o miste con conifere (Picea jezoensis, Abies sachalinensis) o, a quote meno elevate, con caducifoglie (Ulmus japonica, Tilia maximowicziana e Acer pictum) e anche Taxus cuspidata.

## Usi
Il peccio di Sachalin ha una importanza economica solo locale; il suo legno viene utilizzato in edilizia. Come specie ornamentale non è molto comune, necessitando di clima freddo, e rimane confinata in alcuni giardini botanici nordamericani e europei.

## Conservazione
Nonostante fosse sottoposta nel passato a forte sfruttamento nell'isola di Sachalin, la grande e non minacciata popolazione di Hokkaido garantisce la conservazione della specie; viene quindi classificata come specie a rischio minimo (least concern in inglese nella Lista rossa IUCN.